# Leopold von Eltester
Leopold Otto Joseph von Eltester (* 25. Oktober 1822 in Koblenz; † 1. März 1879 ebenda) war ein deutscher Archivar und Historiker.

## Leben
Als Sohn eines Intendantenrates wurde Leopold Eltester am 25. Oktober 1822 in Koblenz geboren. Zunächst wurde er auf dem dortigen Gymnasium (heute Görres-Gymnasium) vorgebildet und bezog 1841 die Humboldt-Universität zu Berlin zum Rechtswissenschaftsstudium, danach die Universität Heidelberg, an der er im Oktober 1844 mit dem Auskultatorexamen das Studium abschloss. Im folgenden Jahr wirkte er als Praktikant beim Landgericht Koblenz, danach wirkte er beim Justizsenat zu Ehrenbreitstein. An das Justizamt Altenkirchen wurde er im April 1848 schließlich als kommissarischer Richter berufen. Diese Stelle hielt er bis zum Dezember 1853 inne und war danach Landgerichtsassessor wieder in seiner Vaterstadt. 1857 war er auch nebenamtlich Hilfsarchivar, seit 1863 nach Entlassung aus dem Justizdienst Staatsarchivar und Vorstand des Staatsarchivs Koblenz.
1865 wurde er zum Archivrat ernannt. Die Stelle als Staatsarchivar hielt er bis zu seinem Suizid am 1. März 1879 in Koblenz im Alter von 56 Jahren inne.
Von Eltester, der sich außerdem zeichnerisch betätigte, verfasste dreißig Artikel für die Allgemeine Deutsche Biographie, bevorzugt über Herrscher des Mittelalters.
Er heiratete am 2. Oktober 1860 Elisabeth Maria Fernandine von Hilgers (* 31. Dezember 1827; † 10. November 1881). Das Paar hatte mehrere Kinder, darunter:
- Hiob Carl Viktor (* 16. September 1866; † 12. Februar 1900) ⚭ Karoline Maria Franziska Stockmeyer (1875–1910)
- August Leopold Heinrich (* 10. Februar 1861; † 3. Dezember 1912) ⚭ Karoline Mathilde Johanna Ida Helene Nina Kutzbach (1867–1935)

## Werke
- Die Porta Nigra in Trier. In: Kunstblatt (selbstständige Beilage zum Morgenblatt für gebildete Leser), Jg. 27 (1846), Nr. 35, S. 142–143. Digitalisat.
- (mit Adam Goerz): Urkundenbuch zur Geschichte der, jetzt die preussischen Regierungsbezirke Coblenz und Trier bildenden mittelrheinischen Territorien. Band 3: Vom Jahre 1212 bis 1260. Koblenz 1874. Digitalisat.
- Chronik der Burg Cochem. Geschichte und Beschreibung der uralten, pfälzischen, kaiserlichen und trierischen durch die Franzosen zerstörten und von Louis Ravené, Geh. Commerzienrath, k. k. Oestr. u. Ung. Gen. Consul aus Berlin wiederhergestellten Burg Cochem, nach den Quiellen dargestellt. Trowitsch, Berlin 1878. Digitalisat.
- Alle von Leopold von Eltester verfassten ADB-Artikel